# Hydriomena albonigrata
Hydriomena albonigrata là một loài bướm đêm trong họ Geometridae.